# Йоганн-Філіпп Беккер
Йо́ганн-Філі́пп Бе́ккер (*19 березня 1809 — †7 грудня 1886) — діяч німецького і міжнародного робітничого руху.
Робітник Беккер виявив себе видатним організатором під час революції 1848—49 як командир підрозділу революційні війська в Південній Німеччині.
Беккер — активний діяч 1-го Інтернаціоналу.
Був редактором журналу «Форботе» («Vorbote» — «Провісник») — органу секцій 1-го Інтернаціоналу у Швейцарії.